# Jill Sobule
Jill Sobule (ur. 16 stycznia 1959 w Denver, zm.  1 maja 2025 w Woodbury) – amerykańska piosenkarka i autorka tekstów, najbardziej znana z singla wydanego w 1995 roku – „I Kissed a Girl” i „Supermodel”, ścieżki dźwiękowej z filmu Clueless, z tego samego roku.
Sobule wydała osiem albumów studyjnych z oryginalnymi piosenkami, cztery EP-ki i album kompilacyjny z największymi przebojami. Dorobek Sobule obejmuje również oryginalne piosenki dostępne tylko przez Internet, cover świątecznego utworu Roberta Earla Keena – „Merry Christmas from the Family” oraz wersję utworu zmarłego Warrena Zevona – „Don't Let Us Get Sick” zawartą zarówno na akustycznym albumie Sobule, jak i na pośmiertnej płycie będącej hołdem dla Zevona.
Sobule zginęła w pożarze domu, w Woodbury, w stanie Minnesota rano 1 maja 2025 roku, w wieku 66 lat.

## Dyskografia

### Albumy studyjne
- Things Here Are Different (1990)
- Jill Sobule (1995)
- Happy Town (1997) – AUS No. 83
- Pink Pearl (2000)
- The Folk Years 2003–2003 (2004)
- Underdog Victorious (2004)
- Jill Sobule Sings Prozak and the Platypus (2008)
- California Years (2009)
- Dottie's Charms (2014)
- Nostalgia Kills (2018)

### Albumy na żywo
- A Day at the Pass (2011)

### Płyty DVD
- Live in Pittsburgh (2003)

### Kompilacje
- I Never Learned to Swim: Jill Sobule 1990–2000 (2001)

### EP-ki
- Jill's Holiday Songs 2000 (2000)
- It's the Thought That Counts (2001) – re-issued in 2005
- Be Mine... Please (2001)
- It's the Thought That Counts (2005)
- The Pinko Record Junior Executive EP (2012)

### Single
| Tytuł                      | Rok  | Pozycje na liście | Pozycje na liście | Pozycje na liście | Pozycje na liście | Album                                          |
| Tytuł                      | Rok  | Stany Zjednoczone | Radio USA         | Dorośli w USA     |                   | Album                                          |
| -------------------------- | ---- | ----------------- | ----------------- | ----------------- | ----------------- | ---------------------------------------------- |
| "Too Cool to Fall in Love" | 1990 | —                 | —                 | 17                | —                 | Things Here Are Different                      |
| "Living Color"             | 1990 | —                 | —                 | —                 | —                 | Things Here Are Different                      |
| "I Kissed a Girl"          | 1995 | 67                | 74                | —                 | 36                | Jill Sobule                                    |
| "Supermodel"               | 1995 | —                 | —                 | —                 | 53                | Jill Sobule                                    |
| "Good Person Inside"       | 1996 | —                 | —                 | —                 | —                 | Jill Sobule                                    |
| "Bitter"                   | 1997 | —                 | —                 | —                 | 74                | Happy Town                                     |
| "When My Ship Comes In"    | 1997 | —                 | —                 | —                 | —                 | Happy Town                                     |
| "One of These Days"        | 2000 | —                 | —                 | —                 | —                 | Pink Pearl                                     |
| "Rainy Day Parade"         | 2000 | —                 | —                 | —                 | —                 | Pink Pearl                                     |
| "Stoned Soul Picnic"       | 2001 | —                 | —                 | —                 | —                 | I Never Learned to Swim: Jill Sobule 1990–2000 |
| "Cinnamon Park"            | 2004 | —                 | —                 | —                 | —                 | Underdog Victorious                            |
| "San Francisco"            | 2007 | —                 | —                 | —                 | —                 | California Years                               |
| "Island of Lost Things"    | 2018 | —                 | —                 | —                 | —                 | Nostalgia Kills                                |

### Występy na ścieżce dźwiękowej
- 1987: "There is More to Love" Mind Killer
- 1995: "Supermodel" Clueless
- 1996: "Where Do I Begin" The Truth About Cats & Dogs
- 1996: "Truth Is You Lied" Grace of My Heart
- 1996: "The Secretive Life" Harriet the Spy
- 1999: "Rainy Day Parade" Mystery Men
- 2003: "Tel Aviv", "Nothing Natural", "Bitter", "Somewhere in New Mexico", "Freshman" and "Vrbana Bridge" Mind the Gap
- 2005: "Love Is Never Equal" Jenny McCarthy's Dirty Love

### Różne kompilacje artystów
- 1992: "Too Cool to Fall in Love" on An Elpee's Worth of Productions
- 1995: "The Jig Is Up" on Grooves Volume 8
- 1995: "Good Person Inside" and "The Man in the Boat" on Spew
- 1995: "Merry Christmas from the Family" on You Sleigh Me
- 1997: "Stoned Soul Picnic" on Time and Love: The Music of Laura Nyro
- 1997: "I Will Survive" on In Their Own Words and Hard Rock Live
- 1998: "The Saddest Day of the Year" on A Christmas to Remember
- 1999: "Just a Little Lovin'" on Forever Dusty
- 1999: "Sunrise, Sunset" on Knitting on the Roof
- 2000: "Rainy Day Parade" on New Talent Spotlight Volume 2
- 2000: "I Kissed a Girl" on K-TEL Pop Alternative
- 2004: "Don't Let Us Get Sick" on Enjoy Every Sandwich: The Songs of Warren Zevon
- 2006: "For the Good Times" (z Lloyd Cole) on The Pilgrim − A Celebration of Kris Kristofferson
- 2007: "Down by the River" (z John Doe) on Cinnamon Girl – Women Artists Cover Neil Young For Charity
- 2016: "America Back" on Monster Protest Jamz (Volume One) (tylko jako producent albumu)

### Strony B
- 1995: "Queen of Spades" ("Supermodel" singiel)
- 1997: "Loveless Motel" ("Bitter" single, later included on the album Pink Pearl)
- 2000: "Lucy at the Gym" ("When My Ship Comes In" single, later included on the album Pink Pearl)
- 2004: "Almost Fell" (bonus track on the Borders edition of Underdog Victorious)

### Inne
- Clouds Over Eden (1994) – Richard Barone (cowriter, vocals, electric guitar, "Waiting For The Train")
- Glow (2010) − Richard Barone (backing vocals, "Odd Girl Out")
- The Negatives (2000) – Lloyd Cole and The Negatives (guitars, vocals)
- "So Jill" (1997) – Tribute song to Sobule, written and performed by Jane Wiedlin, Lloyd Cole and Charlotte Caffey
- Unfabulous and More (2005) – TV soundtrack album by Emma Roberts (songwriter, "Mexican Wrestler")
- "Lumberjill" (2019) – Written and performed for The Simpsons episode "Marge the Lumberjill"